# Hiroyuki Yabe
Hiroyuki Yabe (矢部 浩之, Yabe Hiroyuki, né le 23 octobre 1971 à Suita, Osaka, Japon) est un humoriste et animateur de radio et télévision, membre « tsukkomi » (sérieux) du populaire duo owarai Ninety Nine créé en 1990 aux côtés de Takashi Okamura. Il coanime avec lui des émissions de télévision et de radio, dont les populaires Asayan de 1995 à 2002, Mecha-Mecha Iketeru! depuis 1996, et All Night Nippon les jeudis depuis 1994 (Ninety Nine no All Night Nippon). 